# Copa Ciudad Viña del Mar 2004
La Copa Gato-Viña del Mar o Copa Ciudad Viña del Mar 2004 fue la decimoquinta edición del torneo amistoso de fútbol Copa Ciudad Viña del Mar, siendo organizada por la empresa Mercom y auspiciada por la Viña San Pedro, dueña de la marca de vino Gato. Se disputó entre enero y febrero de 2004, y participaron Everton (local), Colo-Colo, Santiago Wanderers y Universidad de Chile.
En las semifinales, que se jugaron en el Estadio Sausalito de Viña del Mar, Santiago Wanderers enfrentó a Colo-Colo, partido que ganó el cuadro albo por 1-2, mientras que Everton recibió a Universidad de Chile, venciendo este último por 1-4.
De esta manera, el 1 de febrero de 2004, como partido preliminar, Santiago Wanderers y Everton disputaron el tercer lugar, con triunfo del primero por 2-1. En tanto, en el partido final, Universidad de Chile igualó sin goles con Colo-Colo, pero obtuvo el trofeo amistoso por acumular mejor diferencia de goles en el torneo. Ambos encuentros se jugaron en el Estadio Playa Ancha de Valparaíso por decisión de Mercom, tras la negativa de la Intendencia de la Región de Valparaíso de desarrollar los cotejos en Viña del Mar debido a la falta de contingente policial por la realización del Derby hípico.

## Equipos participantes
- Colo-Colo
- Everton
- Santiago Wanderers
- Universidad de Chile

## Desarrollo

### Semifinales
| Copa Gato-Viña del Mar Semifinales; 28 de enero de 2004, 22:00 | Santiago Wanderers | 1:2 (0:0) | Colo-Colo            | Estadio Sausalito, Viña del Mar (Chile) |  |
|                                                                | Zúñiga 59'         |           | Neira 61' · Leal 87' |                                         |  |

| Copa Gato-Viña del Mar Semifinales; 30 de enero de 2004, 22:00  | Everton    | 1:4 (1:2) | Universidad de Chile                        | Estadio Sausalito, Viña del Mar (Chile) |                              |
|                                                                 | Pereyra 5' |           | Gioino 2' 75' · Muñoz 28' · Olea 57' (pen.) | Árbitro(s): Alejandro Zelaya            | Árbitro(s): Alejandro Zelaya |
| Pinto (Universidad de Chile). · Cancino (Universidad de Chile). |            |           |                                             |                                         |                              |

### Tercer lugar
| Copa Gato-Viña del Mar Tercer lugar; 1 de febrero de 2004, 19:00 | Santiago Wanderers            | 2:1 (1:1) | Everton      | Estadio Playa Ancha, Valparaíso (Chile) |                                |
|                                                                  | Viveros 45' · De Gregorio 76' |           | González 40' | Asistencia: 4.000 espectadores          | Asistencia: 4.000 espectadores |

### Final
| Copa Gato-Viña del Mar Final; 1 de febrero de 2004, 22:00                                    | Universidad de Chile | 0:0 (0:0) | Colo-Colo | Estadio Playa Ancha, Valparaíso (Chile)                 |  |
|                                                                                              |                      |           |           | Asistencia: 4.000 espectadores Árbitro(s): Jorge Osorio |  |
| Martínez (Universidad de Chile). · Espínola (Universidad de Chile). · Fernández (Colo-Colo). |                      |           |           |                                                         |  |

## Tabla de posiciones
| Pos | Equipo               | PJ | PG | PE | PP | GF | GC | Dif | Pts |
| --- | -------------------- | -- | -- | -- | -- | -- | -- | --- | --- |
| 1   | Universidad de Chile | 2  | 1  | 1  | 0  | 4  | 1  | 3   | 4   |
| 2   | Colo-Colo            | 2  | 1  | 1  | 0  | 2  | 1  | 1   | 4   |
| 3   | Santiago Wanderers   | 2  | 1  | 0  | 1  | 3  | 3  | 0   | 3   |
| 4   | Everton              | 2  | 0  | 0  | 2  | 2  | 6  | -4  | 0   |

Pos = Posición; PJ = Partidos jugados; PG = Partidos ganados; PE = Partidos empatados; PP = Partidos perdidos; GF = Goles a favor; GC = Goles en contra; Dif = Diferencia de gol; Pts = Puntos
|  | Campeón |

## Campeón
| Chile                        |
| Campeón Universidad de Chile |